# A magyar női labdarúgó-válogatott mérkőzései 2024-ben
A magyar női labdarúgó-válogatott mérkőzései 2024-ben.
Szövetségi kapitány:
- Margret Kratz (2024. március 17-ig)
- Szarvas Alexandra (2024. március 21-től)

## Mérkőzések
Győzelem
      Döntetlen
      Vereség
| 339. mérkőzés 2024. február 23. Nemzetek Ligája 17:45 | Magyarország | 1 – 5             | Belgium                                         | Pancho Aréna, Felcsút Játékvezető: Alina Peşu (ROU) |
| 339. mérkőzés 2024. február 23. Nemzetek Ligája 17:45 | Turányi 7'   | 1 – 2 jegyzőkönyv | Kees 10' 81' Wullaert 21' 74' Vanhaevermaet 65' | Pancho Aréna, Felcsút Játékvezető: Alina Peşu (ROU) |

| 340. mérkőzés 2024. február 27. Nemzetek Ligája 20:00 | Belgium                               | 5 – 1             | Magyarország | Den Dreef, Leuven Játékvezető: Ivana Martinčić (CRO) |
| 340. mérkőzés 2024. február 27. Nemzetek Ligája 20:00 | Wullaert 44' 54' 57' Janssens 74' 80' | 1 – 1 jegyzőkönyv | Kaján 26'    | Den Dreef, Leuven Játékvezető: Ivana Martinčić (CRO) |

| 341. mérkőzés 2024. április 5. EB2025 selejtező 17:45 | Magyarország | 1 – 1             | Azerbajdzsán  | Szent Gellért Fórum, Szeged Játékvezető: Kirsty Dowle (ENG) |
| 341. mérkőzés 2024. április 5. EB2025 selejtező 17:45 | Csiszár 44'  | 1 – 0 jegyzőkönyv | Jafarzade 74' | Szent Gellért Fórum, Szeged Játékvezető: Kirsty Dowle (ENG) |

| 342. mérkőzés 2024. április 9. EB2025 selejtező 19:00 | Törökország          | 2 – 1             | Magyarország | Pendik Stadion, Isztambul Játékvezető: Katarzyna Lisiecka-Sęk (POL) |
| 342. mérkőzés 2024. április 9. EB2025 selejtező 19:00 | Türkoğlu 80' Cin 87' | 0 – 1 jegyzőkönyv | Csányi 45+1' | Pendik Stadion, Isztambul Játékvezető: Katarzyna Lisiecka-Sęk (POL) |

| 343. mérkőzés 2024. május 31. EB2025 selejtező 19:00 | Svájc                               | 2 – 1             | Magyarország | Tissot Arena, Biel Játékvezető: Emanuela Rusta (ALB) |
| 343. mérkőzés 2024. május 31. EB2025 selejtező 19:00 | Lehmann 27' Bachmann 61' (11-esből) | 1 – 0 jegyzőkönyv | Zeller 56'   | Tissot Arena, Biel Játékvezető: Emanuela Rusta (ALB) |

| 344. mérkőzés 2024. június 4. EB2025 selejtező 17:30 | Magyarország | 1 – 0             | Svájc | Hidegkuti Nándor Stadion, Budapest Játékvezető: Eleni Antoniu (GRE) |
| 344. mérkőzés 2024. június 4. EB2025 selejtező 17:30 | Pápai 73'    | 0 – 0 jegyzőkönyv |       | Hidegkuti Nándor Stadion, Budapest Játékvezető: Eleni Antoniu (GRE) |

| 345. mérkőzés 2024. július 12. EB2025 selejtező 18:00 | Azerbajdzsán | 0 – 5             | Magyarország                                     | Dalga Arena, Baku Játékvezető: Jelena Pejković (CRO) |
| 345. mérkőzés 2024. július 12. EB2025 selejtező 18:00 |              | 0 – 2 jegyzőkönyv | Csiki 21' Kaján 32' Pápai 53' Siklér 90+1' 90+4' | Dalga Arena, Baku Játékvezető: Jelena Pejković (CRO) |

| 346. mérkőzés 2024. július 16. EB2025 selejtező 19:00 | Magyarország | 1 - 4             | Törökország                                   | Alcufer stadion, Gyirmót Játékvezető: Franziska Wildfeuer (GER) |
| 346. mérkőzés 2024. július 16. EB2025 selejtező 19:00 | Kaján 66'    | 0 - 1 jegyzőkönyv | Şeker 14' Keskin 55' Sadıkoğlu 61' Hançar 79' | Alcufer stadion, Gyirmót Játékvezető: Franziska Wildfeuer (GER) |

| 347. mérkőzés 2024. október 25. EB2025 selejtező 18:15 | Magyarország | 0 - 1             | Skócia     | Bozsik Aréna, Budapest Játékvezető: Maria Caputi (ITA) |
| 347. mérkőzés 2024. október 25. EB2025 selejtező 18:15 |              | 0 - 0 jegyzőkönyv | Thomas 60' | Bozsik Aréna, Budapest Játékvezető: Maria Caputi (ITA) |

| 348. mérkőzés 2024. október 29. EB2025 selejtező 21:35 | Skócia                           | 4 - 0             | Magyarország | Easter Road Stadion, Edinburgh Játékvezető: Ivana Projkovska (MKD) |
| 348. mérkőzés 2024. október 29. EB2025 selejtező 21:35 | Cuthbert 31' Weir 55' Thomas 65' | 2 - 0 jegyzőkönyv | Brzykcy 17'  | Easter Road Stadion, Edinburgh Játékvezető: Ivana Projkovska (MKD) |

| 349. mérkőzés 2024. november 29. barátságos 14:00 | Málta                 | 1 - 3             | Magyarország   | Nemzeti Stadion, Ta’ Qali |
| 349. mérkőzés 2024. november 29. barátságos 14:00 | Willis 71' Bugeja 81' | 0 - 1 jegyzőkönyv | Zeller 33' 55' | Nemzeti Stadion, Ta’ Qali |

| 350. mérkőzés 2024. december 3. barátságos 14:00 | Málta                 | 1 -1              | Magyarország | Centenary Stadion, Attard |
| 350. mérkőzés 2024. december 3. barátságos 14:00 | Bugeja 53' (11-esből) | 0 - 0 jegyzőkönyv | Csiszár 46'  | Centenary Stadion, Attard |

| Előző év: 2023 | A magyar női labdarúgó-válogatott mérkőzései 2024 | Következő év: 2025 |

- A magyar labdarúgó-válogatott mérkőzései 2024-ben